# Nikita Simonjan

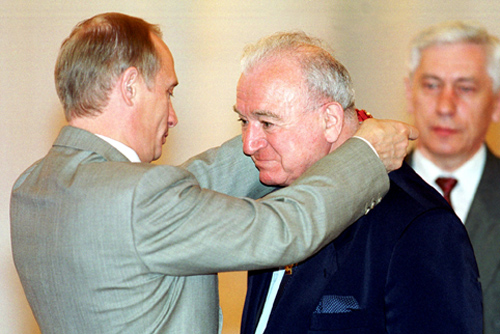
Vladimir Putin och Nikita Simonjan 2000.

Nikita Pavlovitj Simonjan (ryska: Никита Павлович Симонян), ursprungligen Mkrtitj Poghosi Simonjan (armeniska: Մկրտիչ Պողոսի Սիմոնյան), född 12 oktober 1926 i Armavir i Ryska SFSR (nu Ryssland), är en sovjetisk (armenisk) före detta fotbollsspelare i FC Spartak Moskva.
Simonjan spelade i FC Spartak Moskva under 1950- och 1960-talet. Han spelade även i Sovjetunionens landslag. Han blev som tränare ligamästare med Spartak Moskva och Jerevan.